# Tscherkassy-Brücke

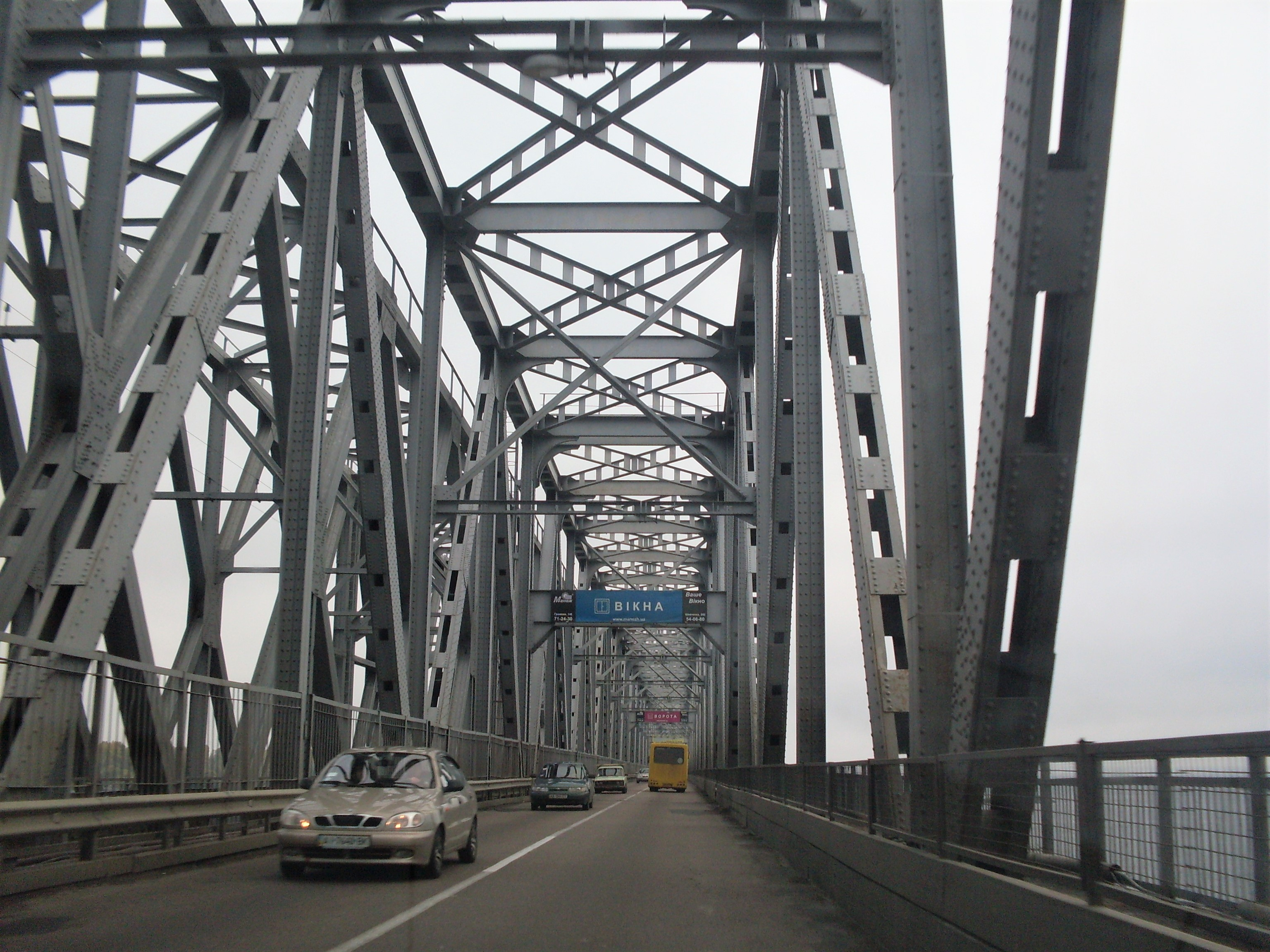

Die Tscherkassy-Brücke ist eine Straßen- und Eisenbahnbrücke, die im Zuge eines Damms den Krementschuker Stausee in der Ukraine überquert und den Ort Tscherkassy am rechten mit dem Dorf Blahodatne am linken, östlichen Ufer verbindet. Sie führt ein Gleis der Odeska Salisnyzja (Odessaer Eisenbahn) und die Straße N 16 (kyrillisch Н 16) über den Stausee.
Der Damm und die Brücke wurden zwischen 1956 und 1960 gebaut, als man den Krementschuker Stausee anlegte, den dritten der großen Stauseen am Dnepr.
Der westliche Teil des Damms bis zur Brücke ist etwa 900 m lang. An die 1174 m lange Brücke schließt sich der östliche, rund 10,5 km lange Damm an, der in einem weiten Bogen zum linken Ufer führt.
Die Brücke hat 10 Öffnungen über dem Stausee und je eine kurze Öffnung über dem Hang des Damms. Sie hat auf gemeinsamen Pfeilern getrennte Überbauten für das Gleis und die zweispurige Straße, die jeweils aus 110 m langen parallelgurtigen Fachwerkträgern bestehen. An der Südseite der Straßenbrücke ist außen ein schmaler Fußgängersteg angebracht.